# 向山一人
向山 一人（むかいやま かずと、1914年2月10日 - 1995年12月21日）は日本の実業家、政治家。衆議院議員（2期）、参議院議員（1期）。 

## 来歴
長野県上伊那郡中箕輪村（後の中箕輪町、現在の箕輪町）生まれ。旧制長野県伊那中学校（現長野県伊那北高等学校）を経て、早稲田大学附属高等工学校卒業。古河電工無線研究所研究課長を退職して、1940年東京市荏原区（現品川区）に「興亜工業社」（現コーア） を設立した。1955年伊那毎日新聞設立。1963年には建設省の専門委員、1964年興亜ソリッド社長、1967年には日本経済団体連合会常任理事を歴任した。1977年コーア会長に就任。
1962年紺綬褒章受章。1962年5月長野県箕輪町教育施設費のため100万円寄付により1963年2月2日紺綬褒章受章（飾版）、寄付の功績顕著として木杯一組台付を賜った。1962年11月伊那市伊那商工会館建設資金として250万円寄付により1964年4月4日紺綬褒章受章者（飾版）、木杯一組台付を賜る。1962年10月伊那市立伊那中学校体育施設としてバックネット1基寄付により1965年6月12日紺綬褒章受章（飾版）。1964年4月伊那農業高等学校施設として正式籠球板などを寄付により1965年8月14日紺綬褒章受章（飾版）、木杯一組台付を賜る。1959年5月伊那北高等学校建設費として10万円寄付により1966年7月16日紺綬褒章受章（飾版）。

### 政治家として
1955年伊那市議会議員、1959年長野県議会議員に当選。その後は国政に転じ、1969年の第32回衆議院議員総選挙に長野県第3区から出馬し初当選。1972年の第33回に落選するも、1976年の第34回で返り咲きで当選し、衆議院議員を通算で2期務め、福田赳夫改造内閣で労働政務次官を務めた。1979年の第35回衆院選には落選して一旦国政から離れるも、1986年の第14回参議院議員通常選挙で参議院議員（長野県選挙区）に当選し、労働・地方行政委員長を務め、1992年の第16回参院選には出馬せず政界引退。同年、秋の叙勲で勲二等旭日重光章受章。
1995年12月21日死去、81歳。死没日をもって正四位に叙される。